# ويليام تي بيركنز جونيور
ويليام تي بيركنز جونيور (بالإنجليزية: William T. Perkins, Jr.)‏ هو مصور حربي ‏ وعسكري أمريكي، ولد في 10 أغسطس 1947 في روتشستر في الولايات المتحدة، وتوفي في 12 أكتوبر 1967 في Hải Lăng district ‏ في فيتنام.